# 芝加哥經濟學派
芝加哥經濟學派（英語：Chicago school of economics）是一個柔性的經濟學論述學派，其由美國芝加哥大學經濟系的部份師生所組成，其學派捍衛的核心價值觀是經濟學的新古典派经济学思想，其認可市場機制跟自由放任，並且反對政府的过度干預和反對社會主義計劃經濟與凱恩斯主義。
二十世紀的1950年代起因為芝加哥學派採用計量經濟學的方式企圖證明凱恩斯學說的錯謬而一舉成名。一時之間，該學派成為經濟學界抵抗凱恩斯主義的前哨站。但這場爭論延續了很長的時間，且雙方都認為自己贏得了這場論戰的勝利。
芝加哥大学经济系是世界上最顶尖的经济系之一，截止2022年，共有14个诺贝尔经济学奖以及6个约翰·贝茨·克拉克奖曾授予在该系工作的教授（获奖时在芝加哥大学任教）。值得注意的是，经济系里不是所有的成员都属于芝加哥经济学派，该学派是一种思想流派而不是一个机构。

## 學派形成

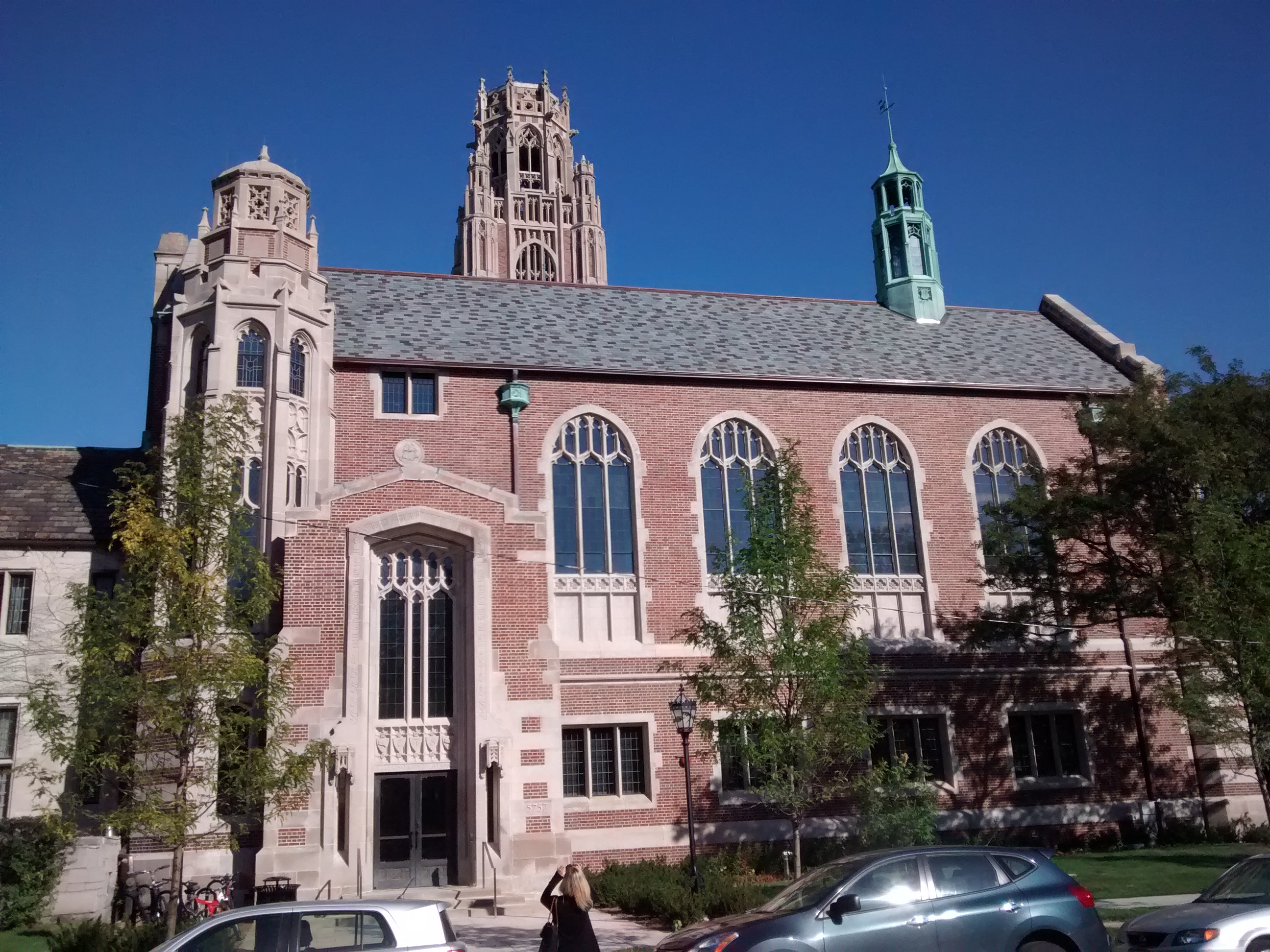
芝加哥大学经济系

該學派成員談到自己學派歷史時多會從1930年代就聚集在芝加哥大學的第一代人物（尤其是從法蘭克·奈特）談起，但是在1950年代以前，確實是沒有「芝加哥經濟學派」名稱的產生，該學派的早期代表人物中除了奈特以外並沒有人發表過很受注目的經濟學主張。
1946年米爾頓·傅利曼重返母校（即芝加哥大學）任教被視為很關鍵的一年，在短短數年間，其主要是透過貨幣理論的論述，他為該學派注入了生机。1950年，弗里德里希·哈耶克前往芝加哥大学任教，严格意义上他并不是后来形成的芝加哥派的一员，但对该学派的许多人物产生过相当的影响、联系密切。1957年經濟學家愛德華·錢柏林的著作《邁向一般性的價值理論》中有一個專章介紹芝加哥派，這是最早提出該學派名稱的文獻。至1960年代，該學派的存在已普遍被認知，其成員也開始以一個學派自居，然後形成了芝加哥大學經濟系的高材生畢業後回到母校任教與獻身本學派的傳統，直到1980年代之前，它的影響力逐年增加。一般論者都認為芝加哥經濟學派的興盛與第二代領袖人物米爾頓·傅利曼的慧黠、辯才無礙有關。
第三代的芝加哥經濟學派由蓋瑞·貝克领军。而后小羅伯特·盧卡斯與尤金·法馬分別代表了的兩個不同的研究方向，並且在學術上都獲得了很高的成就。

## 荣誉奖项

### 诺贝尔奖
截止2022年，芝加哥大学经济学院共被授予了14个诺贝尔经济学奖（获奖人在获奖时是芝加哥大学教员），该奖项于1969年第一次颁发。此外，截止2019年10月，在所有83位诺贝尔经济学奖获得者中，共有33位是芝加哥大学的校友、教授或研究人员。值得注意的是，经济系里不是所有的成员都属于芝加哥经济学派。
| 年份 | 获奖人           | 分享 | 获奖理由 | 参考资料 |
| ---- | ---------------- | ---- | --- | -------- |
| 2022 | 道格拉斯·戴蒙德  | 1/3  | "對研究銀行和金融危機方面的貢獻"                                                                               | [ 7 ]    |
| 2017 | 理查德·塞勒      | 1/1  | "对行为经济学的贡献"                                                                                           | [ 8 ]    |
| 2013 | 尤金·法馬        | 1/3  | "对资产价格的经验分析"                                                                                         | [ 9 ]    |
| 2013 | 拉尔斯·彼得·汉森 | 1/3  | "对资产价格的经验分析"                                                                                         | [ 10 ]   |
| 2007 | 罗杰·梅尔森      | 1/3  | "奠定了机制设计理论的基础"                                                                                     | [ 11 ]   |
| 2000 | 詹姆斯·赫克曼    | 1/2  | "在微观计量经济学领域，他们发展了广泛应用于个体和家庭行为实证分析的理论和方法"                                 | [ 12 ]   |
| 1995 | 小罗伯特·卢卡斯  | 1/1  | "倡导和发展了理性预期与宏观经济学研究的运用理论，深化了人们对经济政策的理解，并对经济周期理论提出了独到的见解" | [ 13 ]   |
| 1993 | 羅伯特·福格爾    | 1/2  | "经济史的新理论及数理工具重新诠释了过去的经济发展过程"                                                         | [ 14 ]   |
| 1992 | 蓋瑞·貝克        | 1/1  | "将微观经济学的理论扩展到对于人类行为的分析上，包括非市场经济行为"                                             | [ 15 ]   |
| 1991 | 罗纳德·科斯      | 1/1  | "揭示并澄清了经济制度结构和函数中交易成本和财产权的重要性"                                                     | [ 16 ]   |
| 1990 | 默顿·米勒        | 1/3  | "他们在金融经济学方面做出了开创性工作"                                                                         | [ 17 ]   |
| 1982 | 喬治·斯蒂格勒    | 1/1  | "在工业结构、市场的作用和公共经济法规的作用与影响方面，做出了创造性重大贡献"                                   | [ 18 ]   |
| 1979 | 西奧多·舒爾茨    | 1/2  | "在经济发展方面做出了开创性研究，深入研究了发展中国家在发展经济中应特别考虑的问题"                             | [ 19 ]   |
| 1976 | 米爾頓·弗里德曼  | 1/1  | "创立了货币主义理论，提出了永久性收入假说"                                                                     | [ 20 ]   |

### 约翰·贝茨·克拉克奖
截止2019年，芝加哥大学经济系共被授予了6个约翰·贝茨·克拉克奖（获奖人在获奖时是芝加哥大学教员），该奖项于1947年首次颁发。但有些获奖人可能不属于芝加哥经济学派。
| 年份 | 获奖人           | 参考资料 |
| ---- | ---------------- | -------- |
| 2014 | Matthew Gentzkow | [ 21 ]   |
| 2003 | 史蒂芬·列维特    | [ 22 ]   |
| 1997 | Kevin M. Murphy  | [ 23 ]   |
| 1983 | 詹姆斯·赫克曼    | [ 24 ]   |
| 1967 | 蓋瑞·貝克        | [ 25 ]   |
| 1951 | 米爾頓·弗里德曼  | [ 5 ]    |

## 核心成員

### 早期人物
- 法蘭克·奈特（Frank Knight, 1885-1972）- 該學派的早期人物，後來該學派的中堅成員多是他的學生
- 雅各布·维纳（Jacob Viner，1892–1970）- 該學派的早期人物
- 亨利·赛门斯（Henry Simons，1899-1946）- 該學派的早期人物
- 亚伦·戴雷科特（Aaron Director，1901-2004） - 法律经济学领域的奠基人
- 西奧多·舒爾茨（Theodore William Schultz，1902-1998）－1979年諾貝爾經濟學獎得主

### 第二代

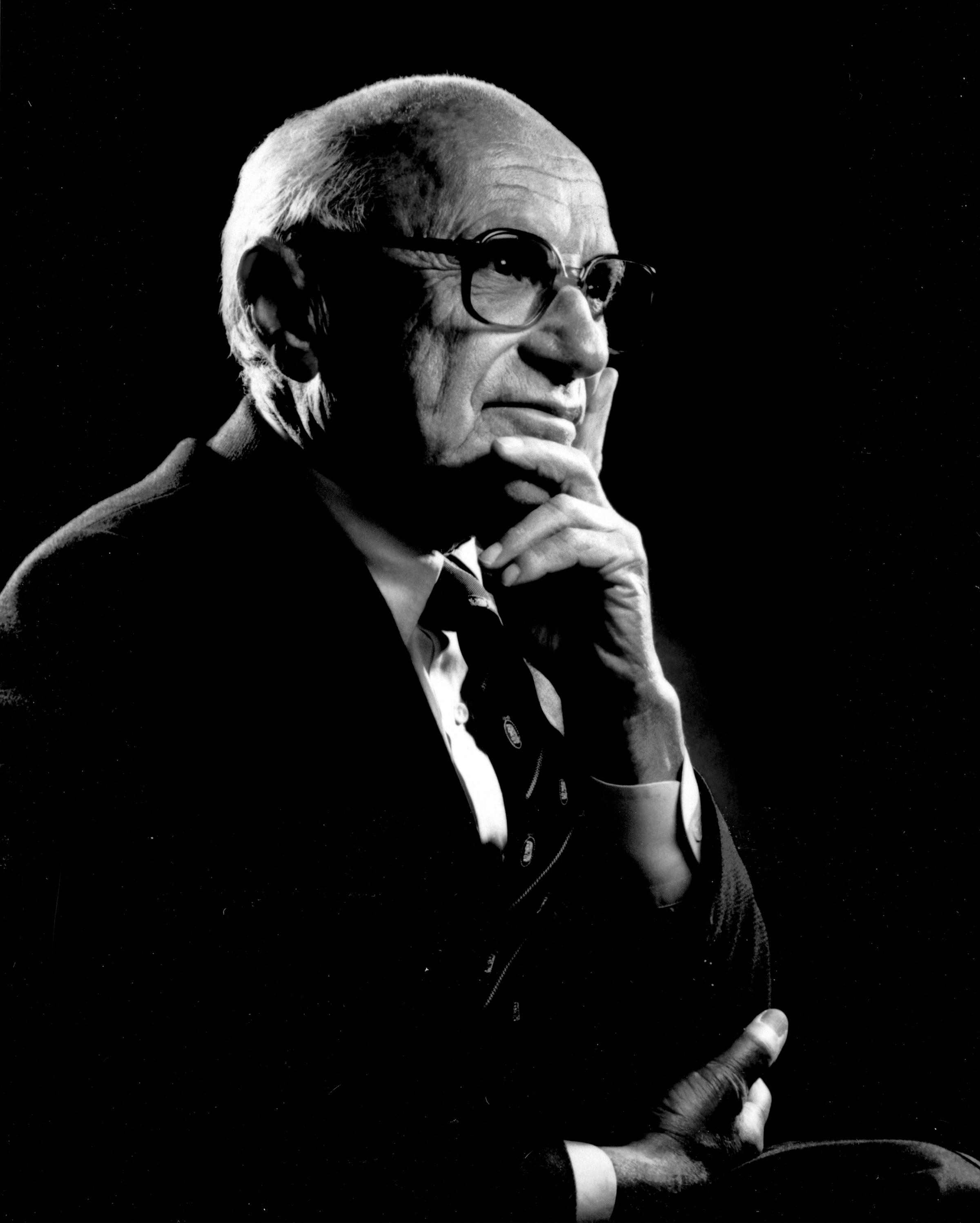
米爾頓·弗里德曼（芝加哥经济学派领军人物之一）

- 米爾頓·弗里德曼（芝加哥经济学派领军人物之一）米爾頓·弗里德曼（Milton Friedman, 1912-2006）- 1976年諾貝爾經濟學獎得主
- 喬治·斯蒂格勒（George Stigler, 1911-1991）- 1982年諾貝爾經濟學獎得主
- 罗纳德·科斯（Ronald H. Coase, 1910-2013 ）- 1991年諾貝爾經濟學獎得主， 法律经济学领域的创始人之一

### 第三代
- 蓋瑞·貝克（Gary Stanley Becker, 1930- 2014）- 1992年諾貝爾經濟學獎得主
- 小罗伯特·卢卡斯（Robert Emerson Lucas, Jr., 1937- 2023）- 1995年諾貝爾經濟學獎得主
- 尤金·法馬（Eugene Fama，1939- ）- 2013年諾貝爾經濟學獎得主
- 羅伯特·福格爾（Robert Fogel, 1926- 2013）- 1993年諾貝爾經濟學獎得主
- 詹姆斯·赫克曼（James Joseph Heckman，1944-）-2000年諾貝爾經濟學獎得主
- 拉尔斯·彼得·汉森（Lars Peter Hansen，1952-）- 2013年諾貝爾經濟學獎得主
- 理察·波斯納（Richard Posner ，1930- ）- 法律经济学领域的代表人物

### 相关学者
- 弗里德里希·哈耶克（Friedrich August von Hayek，1899-1992），1950年-1962年在芝加哥大学任教，他虽然是奥地利经济学派的成员，但与芝加哥经济学派关系密切，尤其包括亚伦·戴雷科特、米爾頓·弗里德曼等人，1974年获得诺贝尔奖经济学奖。[26]
- 詹姆斯·麥基爾·布坎南（James McGill Buchanan, 1919-2013） - 該校博士畢業生，同樣反對政府干預，1986年諾貝爾經濟學獎得主。他也是發展公共選擇理論（Public choice theory）的重要學者。
- 托马斯·索维尔（Thomas Sowell ,1939- ），1968年芝加哥大学经济学博士，师从喬治·斯蒂格勒。
- 張五常（Steven Cheung，1935-）- 香港經濟學家，以產權理論為人所知悉，於芝加哥大学為助理教授，有關作品有1968年的《私產與佃農制度》、1970年的《合約的結構》及2002年以中文下筆的《經濟解釋》（Economics explanation）等等。

## 理論
作為與均𧗾經濟學有關的正統學派之一，芝加哥派提出了不少廣為流傳的説法。

### 經濟理性人相關假設
芝加哥派認為所有人都是所謂的經濟理性人，由於這種人往往掌握全部信息，而且永遠不會犯錯，因此他們是全知全能的，此外，這種原子式的理性人在任何時刻都會試圖獲得最大的金錢利益。

### 關於自由市場的觀點
芝加哥派擁護自由市場主義，其主張推動去管制化進程，但它聲稱自身不是意識型態死硬派，並且表示其並不主張完全不實施任何監管措施，在2008年全球金融危機爆發之後，一些芝加哥派人士表示他們承認完全放任的自由市場相關極端意識型態是不可行的。

### 完全競爭市場模型
芝加哥派将有效率的市场定义为达到了均𧗾狀態的完全竞争市场，並且認為現實世界中的市場在一般情況下都近乎處於甚至已經處於理想世界中的完全竞争市场所具有的均𧗾状态，可是其承認市場失敗的情況可能會出現，但其認為能夠透過收取税款等等來改善這種情況。

## 抨擊

### 來自奧地利派人士所提出的抨擊意見
屬於奧地利派的、備受爭議的著名經濟學家漢斯-赫爾曼·霍普教授曾經這樣抨擊芝加哥派：
芝加哥派──弗里德曼的前辈及其追随者 的命运就是这一似乎不可阻止的中央集权下的经济统治潮流的证明。在30年代和40年代，芝加哥派仍被认为是左派，而且名副其实，弗里德曼主张實行中央银行制及纸币制，而不主张實行金本位。他诚恳地支持福利国家原理，并提出了有保证的最低收入建议（负所得税）不过，他无法为其确定一个限度。他提倡累进所得税，以实现他明确地提出的平等主义目标（而且他亲自帮助实施代扣所得税。）弗里德曼支持的一种思想是，国家能够为了资助一些产品的生产而征税，只要这些产品有正的邻居效应或他认为会有这样的效应。这自然意味着，几乎所有的东西都是国家能够用税收来资助。
另外，弗里德曼和他的追随者还是所有浅薄哲学理論中最浅薄者的支持者：   伦理和方法论的相对论。没有最终的道德上的真理，我们所有的实际经验知识最多也仅仅是假设上的正确。然而，他们从不怀疑，必须有一个国家，且国家必须是民主国家。

半个世纪之后的今天，芝加哥~弗里德曼派被认为是右翼的和支持自由市场的，但其观点并没有根本上的改变。事实上，该学派界定了关于政治右派的可敬观点的边界线、 只有极端主义者才会越过的边界线。这正是政府雇员带来的舆论的巨大变化。——漢斯-赫爾曼·霍普，《霍普文集》